# سيارة (شركة)
سيارة (بالإنجليزية: Syarah)‏ هي شركة سعودية إفتتحت سنة 2015 لبيع السيارات المستعملة والجديدة. في عام 2020، بلغت المنصة مليون ونصف زائر شهريًا وحوالي 300 تاجر وبيع 32 الف سيارة. تم تصميم المنصة لمساعدة المستخدمين النهائيين على شراء سيارة. يمكن للعملاء شراء السيارة عبر الإنترنت بالكامل وتوصيلها إلى عتبة منازلهم. تقدم سيارة ضمانًا كاملاً على السيارات المستعملة المباعة من خلال المنصة، بما في ذلك تقرير فحص مفصل كامل.

## التاريخ
تأسست الشركة في 2015 وأطلقت خدمة بيع السيارات الجديدة عن طريق الإنترنت «سيارة اونلاين» في 2018. ونظراً للإقبال الكبير على شراء السيارات عن طريق الإنترنت، أطلقت سيارة سنة 2019 خدمتها لبيع السيارات المستعملة بضمان الاسترداد لتنظيم سوق بيع السيارات المستعملة في المملكة العربية السعودية.
ويعد تطبيق «سيارة» التطبيق الأول في بيع السيارات حيث يضمن تطبيق سيارة للمشتري التجربة الكاملة من خلال تقديم تقرير فحص شامل لأكثر من 100 نقطة، بالإضافة إلى ضمان لمدة سنة كاملة ولكي تزيد ثقة العميل قدم تطبيق «سيارة» ضمان استرداد مجاني حيث يستطيع العميل تجربة السيارة لمدة 10 أيام وفي حال شعر العميل أن السيارة غير مناسبة لأي سبب من الأسباب يحق له استرجاع كامل مبلغ السيارة أو استبدالها بسيارة أخرى.

## التوسع
في 2018، جمعت الشركة 7.5 مليون ريال سعودي في جولة استثمارية فئة أ وكانت هذه الجولة بقيادة شركة بيكو كابيتال بالإضافة لمشاركة كل من رائد فنتشرز وفيجن فينتشرز. وفي عام 2020 ، وصل عدد زوار المنصة إلى نصف مليون زائر شهريًا نتج عنه بيع 1800 سيارة.
بينما في عام 2021، جمعت «سيارة» 20 مليون دولار أمريكي في جولة استثمارية من الفئة ب شارك فيها عدد من الشركات والمستثمرين بقيادة كل من صندوق إيمباكت وشركة علم. ونظراً للإقبال الكبير على شراء السيارات افتتحت الشركة مؤخراً مقرها الجديد في مدينة الرياض ليكون مركز دعم لوجستي لتجديد السيارات المعروضة في التطبيق عام 2022 محققاً بيع أكثر من 10,000 سيارة عن طريق الإنترنت.
وفي عام 2024 جمعت الشركة 65 مليون دولار امريكي في جولة استثمارية C قام بتغطيتها كل من ارتال المالية و امباكت 46 المالية والجزيرة المالية.
1. ↑  "فايز العنزي و صلاح شارف يخلقان الحدث بالسعودية". المراسل العربي. مؤرشف من الأصل في 2022-08-31. اطلع عليه بتاريخ 2022-09-06.
2. ↑  "سيارات للبيع في السعودية | موقع سيارة". syarah.com. مؤرشف من الأصل في 2022-08-25. اطلع عليه بتاريخ 2022-09-02.
3. ↑  المريخ. "المريخ | منصة لمشاركة التطبيقات العربية". المريخ. مؤرشف من الأصل في 2022-08-25. اطلع عليه بتاريخ 2022-09-07.
4. ↑  "منصة سيارة: 6.7 مليار ريال إجمالي المبيعات التي تمت على المنصة منذ تأسيسها". جولة. 15 يوليو 2020. مؤرشف من الأصل في 2022-08-25. اطلع عليه بتاريخ 2022-09-07.
5. ↑  "سيارات للبيع في السعودية | موقع سيارة". syarah.com. مؤرشف من الأصل في 2022-07-23. اطلع عليه بتاريخ 2022-09-02.
6. ↑  "سيارة، قصة نجاح سعودية ملهمة". الإخبارية - صحيفة إلكترونية متجددة على مدار الساعة. مؤرشف من الأصل في 2022-08-31. اطلع عليه بتاريخ 2022-09-03.
7. ↑  "تطبيق سيارة - تطبيق لحراج السيارات ولبيع وشراء السيارات في السعودية". sys-on.net. 6 مايو 2017. مؤرشف من الأصل في 2021-10-16. اطلع عليه بتاريخ 2022-09-02.
8. ↑  "فايز العنزي و صلاح شارف يخلقان الحدث بالسعودية". المراسل العربي. مؤرشف من الأصل في 2022-08-31. اطلع عليه بتاريخ 2022-09-03.
9. ↑  سبق. "تطبيق "سيارة" يبيع أكثر من 10 آلاف سيارة أونلاين". صحيفة سبق الالكترونية. مؤرشف من الأصل في 2022-08-25. اطلع عليه بتاريخ 2022-09-03.
10. ↑  التحرير، فريق (2 سبتمبر 2024). "سيارة تجمع استثمارات بقيمة 225 مليون ريال في جولة استثمارية (Series C)". جولة. اطلع عليه بتاريخ 2024-12-04.

## الجوائز
في عام 2019، تم اختيار سيارة كأكثر شركة ناشئة واعدة في الشرق الأوسط من قبل مجلة العمق.
خلال حفل النسخة الخامسة من جوائز الويب السعودية، الذي تم تنظيمه في جدة في نوفمبر 2021، فازت سيارة بجائزة بدء تشغيل للعام (بالإنجليزية: Startup of the Year)‏.

## روابط خارجية
- الموقع الرسمي